# Anthony Gaggi

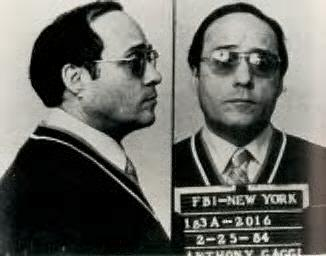
Gefängnis-Foto von Anthony Gaggi

Anthony „Antonino“ „Nino“ Frank Gaggi (* 17. August 1925 in Manhattan, New York City, USA; † 17. April 1988 in Lewisburg (Pennsylvania)) war ein italo-amerikanischer Mobster und Mitglied des New Yorker Mafiaclans Gambino-Familie. Er hatte den Rang eines Caporegime und führte die berüchtigte „DeMeo-Crew“ an, die 75–200 Morde begangen haben soll.

## Leben
Antonino Gaggi wurde als Sohn von Angelo und seiner Frau Mary Gaggi geboren. Er war das jüngste von drei Kindern. Neben ihm gab es eine Schwester namens Marie und einen Bruder namens Rosario, der später als „Roy“ bekannt wurde.
Angelo wanderte von Sizilien in die USA aus und betrieb einen Friseursalon auf der Lower East Side, Manhattan. Nino Gaggi verließ die Schule und arbeitete im Friseurladen seines Vaters. Außerdem fuhr er Blumen aus und kam in Kontakt mit Glücksspiel und Kreditwuchergeschäften.
Gaggi lebte eine Zeitlang auf einer Farm in New Jersey, die sein Vater gekauft hatte. Er bewarb sich mit 17 Jahren bei der US Army, wegen Untauglichkeit wurde er abgelehnt, dann zog seine Familie nach Brooklyn in die Nähe des Strandes. Gaggi begann, Erdnüsse an Bars zu liefern.
Der Vater Gaggis war der Cousin des Mafiamitgliedes Frank Scalise, der ein hochrangiges Mitglied der Gambino-Familie war, und Gaggi beschloss, auch Mafioso zu werden. Scalise beschaffte ihm einen „No-Show-Job“, einen Scheinarbeitsplatz. Dadurch konnte Gaggi eine bürgerliche Fassade aufrechterhalten und hauptberuflich  Kredithaiaktivitäten nachgehen.

### Dominick Montiglio
1947 wurde der Neffe Gaggis – Dominick Montiglio – geboren. Dessen Vater entfremdete sich von der Familie, und Gaggi wurde eine Art Ersatzvater für ihn. Später beteiligte er ihn an seinen kriminellen Aktivitäten.
1954 wurde Gaggi zum ersten Mal inhaftiert. Er hatte einen Autodiebstahl-Ring betrieben. Scalise, der zu dieser Zeit Gambino-Underboss war, hatte dieses Geschäft abgesegnet. 1955 heiratete er und wurde 1956 Vater. 1957 wurde Scalise in der Bronx an einem Obststand stehend erschossen. Albert Anastasia, Boss der Gambino-Familie, wurde im Oktober desselben Jahres auf einem Friseurstuhl sitzend erschossen. Gaggis enger Vertrauter, Carlo Gambino, wurde neues Oberhaupt der Familie. Der Capo Aniello Dellacroce bekam die Kontrolle im Stadtteil Manhattans, der von den Gambinos kontrolliert wurde.
Im Oktober 1960 beging Gaggi seinen ersten Mord für die Gambino-Familie. Er war Teil eines Teams von Attentätern („Hit Team“), das Vincent Squillante ermordete, da dieser Scalise getötet haben soll. Nach der späteren Aussage Montiglios beschrieb Gaggi ihm gegenüber den Mord: „Wir überraschten Squillante in der Bronx, schossen ihm in den Kopf, verfrachteten ihn in einen LKW und entsorgten die Leiche in einem Keller“. Mit „Entsorgen“ meinte er das Zerkleinern und anschließende Verbrennen des Körpers. Nach dem Mord wurde Gaggi als Vollmitglied in den Kreis der Gambino-Familie aufgenommen.

### DeMeo Crew
Mitte der 1960er Jahre lief das Kredithaigeschäft Gaggis sehr gut und er war stiller Teilhaber in verschiedensten Geschäften. Um sein Geschäft auszubauen, wurde Gaggi Partner des Gangsters Roy DeMeo, der einen Ring mit gestohlenen Fahrzeugen betrieb.
DeMeo hatte einen guten Ruf in der Mafia als zuverlässiger und gut verdienendes Mitglied. Er war eng mit der Lucchese-Familie verbunden und Gaggi versuchte ihn dazu zu bewegen, sich der Gambino-Familie anzuschließen. Ab 1970 arbeitete DeMeo „offiziell“ für Gaggi und zahlte diesem Tribut.
Gaggi und DeMeo arbeiteten auch zusammen, um illegale Filme zu produzieren. Nachdem Ermittlungsbehörden den Mitbeteiligten Paul Rothenberg überführen konnten, arbeitete dieser mit den Behörden zusammen und wurde daraufhin von den beiden ermordet.
Der Rothenberg-Mord war einer der ersten von vielen der DeMeo-Crew. Weitere Opfer waren zum Beispiel Vincent Governara, ein junger Mann, der sich mit DeMeo geprügelt hatte. Der Elektriker George Byrum hatte Einbrechern einen Tipp hinsichtlich des Hauses von DeMeo in Florida gegeben. Er wurde von der Crew in einem Hotelzimmer erschossen.
Ende 1976 starb der Boss Carlo Gambino. Paul Castellano, der Brooklyn kontrollierte, war von ihm als Nachfolger bestimmt worden und er trat nach Gambinos Tod dessen Amt an. Die Gambino-Familie war zu dieser Zeit in eine Brooklyn- und eine Manhattan-Fraktion gespalten. Die Manhattan-Fraktion, zu der auch John Gotti gehörte, war von der Ernennung Castellanos zum Boss nicht begeistert. Sie hatte Dellacroce favorisiert. Castellano akzeptierte Dellacroce als neuen Unterboss. Gaggi wurde Capo der alten Castellano-Crew. Gaggi schlug DeMeo als neues Familien-Mitglied vor. Castellano hielt diesen aber für zu gewalttätig und nicht kontrollierbar. Nachdem es DeMeo gelungen war, eine Kooperation mit der irischen Verbrecherorganisation “The Westies” aus Hell’s Kitchen zu arrangieren, stimmte Castellano doch zu, diesen in die Familie aufzunehmen. Im Sommer 1977 wurde DeMeo als Vollmitglied der Mafia aufgenommen.
Gaggi betrieb das Kredithaigeschäft erfolgreich weiter und setzte Montiglio als Geldeintreiber ein. Montiglio erhielt dadurch tiefe Einblicke in dessen Geschäfte.

### Eppolito-Mord
DeMeo war seit 1979 in das Kreditgeschäft, Drogenhandel und Handel mit gestohlenen Fahrzeugen verwickelt. Die Crew machte eine Menge Geld, obwohl der Boss Castellano Drogengeschäfte verboten hatte.
Ende 1979 erzählte der Gambino-Capo James Eppolito Castellano, dass Gaggi mit Drogen handele und Eppolitos Sohn bei einem Drogen-Deal betrogen habe. Eppolitos Sohn war „Soldato“ in der Gambino-Familie. Eppolito behauptete weiterhin, dass Gaggi ein Polizeispitzel sei. Entgegen seiner eigenen Regel sympathisierte Castellano mit Gaggi und DeMeo und genehmigte die Ermordung Eppolitos und dessen Sohn.
Am 1. Oktober erschossen Gaggi und DeMeo die beiden Eppolitos. Ein Polizeibeamter stellte Gaggi und schoss diesem in den Hals. Gaggi wurde nur zu einer Haftstrafe zwischen 5 und 15 Jahren in einem Bundesgefängnis verurteilt. DeMeo wurde während Gaggis Haft zu dessen „kommissarisch“ agierenden Stellvertreter. 1981 gelang es Gaggi, nachdem er einen falschen Zeugen bestochen hatte, vorzeitig entlassen zu werden.

### Niedergang
Nach Gaggis Entlassung begann sein Niedergang. Montiglio war drogensüchtig geworden und floh aus New York, um nicht von der Gambino-Familie ermordet zu werden.
Das Federal Bureau of Investigation (FBI) enttarnte DeMeos Autodiebstahl-Ring und brachte zwei Angehörige seiner Crew ins Gefängnis. 1980 war das Crew-Mitglied Vito Arena bereit, auszusagen. 1982 sagte Arena gegen Gaggi und die DeMeo-Crew aus. Castellano machte sich Sorgen, dass DeMeo mit den Behörden zusammenarbeiten könnte und ließ diesen vermutlich ermorden. Am 10. Januar 1983 fand man Roy DeMeos kugeldurchlöcherten Körper im Kofferraum seines Wagens. Der Mord wurde nie aufgeklärt. Montiglio kehrte kurz nach dem Mord nach New York zurück und wurde festgenommen. Er war bereit, auszusagen. Seine Aussagen führten zur Anklageerhebung gegen Gaggi und Castellano.
Im Oktober 1985 begann ein Verfahren gegen Gaggi wegen des Handels mit gestohlenen Fahrzeugen. Im Dezember 1985 wurde Castellano durch eine Verschwörung, hinter der John Gotti stand, ermordet, und Gotti übernahm die Führung der Familie.
Im März 1986 wurde Gaggi wegen seiner Beteiligung am organisierten Handel mit gestohlenen Fahrzeugen zu fünf Jahren Haft verurteilt und in das Lewisburg-Federal-Gefängnis gebracht. 1988 wurde er in das Metropolitan Correctional Center von New York City verlegt. Dort sollte ihm ein weiterer Prozess gemacht werden, basierend auf 25 Morden unter Verwendung des RICO Acts.

### Tod
Gaggi starb am 17. April 1988 an den Folgen eines Herzinfarkts. Er soll wohl über Schmerzen geklagt haben, ohne dass die Schließer reagiert hätten. Als er dann in das Gefängniskrankenhaus gebracht wurde, war es zu spät. Gaggis Witwe verklagte das Gefängnispersonal erfolgreich wegen unterlassener Hilfeleistung. Der Strafprozess Gaggis Witwe gegen das Gefängnispersonal offenbarte, dass die Haftbedingungen in New Yorker Gefängnissen deutliche Mängel hatten. Nach diesem Strafprozess wurden sie verbessert.

## Medien
Dominick Montiglio arbeitete mit den Autoren Jerry Capeci und Gene Mustaine für deren Buch Murder Machine über die DeMeo Crew und Gaggi zusammen.